# Eurovision Song Contest 2021
Eurovision Song Contest 2021 là cuộc thi Ca khúc truyền hình châu Âu thứ 65. Cuộc thi diễn ra ở nhà thi đấu Ahoy tại thành phố Rotterdam, Hà Lan, sau chiến thắng của quốc gia tại cuộc thi năm 2019 với ca khúc "Arcade", biểu diễn bởi Duncan Laurence. Hà Lan theo dự kiến ban đầu sẽ đăng cai tổ chức cuộc thi năm 2020, trước khi đại dịch COVID-19 buộc ban tổ chức phải hủy bỏ cuộc thi.
Cuộc thi bao gồm hai vòng bán kết vào ngày 18 tháng 5 và 20 tháng 5; và đêm chung kết vào ngày 22 tháng 5 năm 2021.
Ý là đất nước quán quân của cuộc thi này với ca khúc "Zitti e buoni", biểu diễn bởi ban nhạc Måneskin. Pháp giành vị trí á quân với ca khúc "Voilà" bởi Barbara Pravi. Thụy Sĩ giành vị trí thứ 3 với ca khúc "Tout l'Univers" bởi Gjon's Tears.

## Kết quả

Các nước tham dự vòng bán kết 1
Các nước được đặc cách vào vòng chung kết, nhưng cũng được quyền bầu chọn tại vòng bán kết 1
Các nước tham dự vòng bán kết 2
Các nước được đặc cách vào vòng chung kết, nhưng cũng được quyền bầu chọn tại vòng bán kết 2

### Bán kết 1
| Thứ tự | Quốc gia      | Nghệ sĩ         | Ca khúc           | Ngôn ngữ                    | Vị trí | Số điểm |
| ------ | ------------- | --------------- | ----------------- | --------------------------- | ------ | ------- |
| 01     | Litva         | The Roop        | "Discoteque"      | Tiếng Anh                   | 4      | 203     |
| 02     | Slovenia      | Ana Soklič      | "Amen"            | Tiếng Anh                   | 13     | 44      |
| 03     | Nga           | Manizha         | "Russian Woman"   | Tiếng Nga, Tiếng Anh        | 3      | 225     |
| 04     | Thụy Điển     | Tusse           | "Voices"          | Tiếng Anh                   | 7      | 142     |
| 05     | Úc            | Montaigne       | "Technicolour"    | Tiếng Anh                   | 14     | 28      |
| 06     | Bắc Macedonia | Vasil           | "Here I Stand"    | Tiếng Anh                   | 15     | 23      |
| 07     | Ireland       | Lesley Roy      | "Maps"            | Tiếng Anh                   | 16     | 20      |
| 08     | Síp           | Elena Tsagrinou | "El Diablo"       | Tiếng Anh                   | 6      | 170     |
| 09     | Na Uy         | Tix             | "Fallen Angel"    | Tiếng Anh                   | 10     | 115     |
| 10     | Croatia       | Albina          | "Tick-Tock"       | Tiếng Anh, Tiếng Croatia    | 11     | 110     |
| 11     | Bỉ            | Hooverphonic    | "The Wrong Place" | Tiếng Anh                   | 9      | 117     |
| 12     | Israel        | Eden Alene      | "Set Me Free"     | Tiếng Anh, Tiếng Do Thái    | 5      | 192     |
| 13     | România       | Roxen           | "Amnesia"         | Tiếng Anh                   | 12     | 85      |
| 14     | Azerbaijan    | Efendi          | "Mata Hari"       | Tiếng Anh, Tiếng Azerbaijan | 8      | 138     |
| 15     | Ukraina       | Go_A            | "Shum" (Шум)      | Tiếng Ukraina               | 2      | 267     |
| 16     | Malta         | Destiny         | "Je me casse"     | Tiếng Anh                   | 1      | 325     |

### Bán kết 2
| Thứ tự | Quốc gia     | Nghệ sĩ             | Ca khúc                     | Ngôn ngữ             | Vị trí | Số điểm |
| ------ | ------------ | ------------------- | --------------------------- | -------------------- | ------ | ------- |
| 01     | San Marino   | Senhit ft. Flo Rida | "Adrenalina"                | Tiếng Anh            | 9      | 118     |
| 02     | Estonia      | Uku Suviste         | "The Lucky One"             | Tiếng Anh            | 13     | 58      |
| 03     | Cộng hòa Séc | Benny Cristo        | "Omaga"                     | Tiếng Anh, Tiếng Séc | 15     | 23      |
| 04     | Hy Lạp       | Stefania            | "Last Dance"                | Tiếng Anh            | 6      | 184     |
| 05     | Áo           | Vincent Bueno       | "Amen"                      | Tiếng Anh            | 12     | 66      |
| 06     | Ba Lan       | Rafał               | "The Ride"                  | Tiếng Anh            | 14     | 35      |
| 07     | Moldova      | Natalia Gordienko   | "Sugar"                     | Tiếng Anh            | 7      | 179     |
| 08     | Iceland      | Daði og Gagnamagnið | "10 Years"                  | Tiếng Anh            | 2      | 288     |
| 09     | Serbia       | Hurricane           | "Loco Loco"                 | Tiếng Serbia         | 8      | 124     |
| 10     | Gruzia       | Tornike Kipiani     | "You"                       | Tiếng Anh            | 16     | 16      |
| 11     | Albania      | Anxhela Peristeri   | "Karma"                     | Tiếng Albania        | 10     | 112     |
| 12     | Bồ Đào Nha   | The Black Mamba     | "Love Is on My Side"        | Tiếng Anh            | 4      | 239     |
| 13     | Bulgaria     | Victoria            | "Growing Up Is Getting Old" | Tiếng Anh            | 3      | 250     |
| 14     | Phần Lan     | Blind Channel       | "Dark Side"                 | Tiếng Anh            | 5      | 234     |
| 15     | Latvia       | Samanta Tīna        | "The Moon Is Rising"        | Tiếng Anh            | 17     | 14      |
| 16     | Thụy Sĩ      | Gjon's Tears        | "Tout l'Univers"            | Tiếng Pháp           | 1      | 291     |
| 17     | Đan Mạch     | Fyr & Flamme        | "Øve os på hinanden"        | Tiếng Đan Mạch       | 11     | 89      |

### Chung kết
| Thứ tự | Quốc gia    | Nghệ sĩ             | Ca khúc                     | Ngôn ngữ                      | Vị trí | Số điểm |
| ------ | ----------- | ------------------- | --------------------------- | ----------------------------- | ------ | ------- |
| 01     | Síp         | Elena Tsagrinou     | "El Diablo"                 | Tiếng Anh                     | 16     | 94      |
| 02     | Albania     | Anxhela Peristeri   | "Karma"                     | Tiếng Albania                 | 21     | 57      |
| 03     | Israel      | Eden Alene          | "Set Me Free"               | Tiếng Anh, Tiếng Do Thái      | 17     | 93      |
| 04     | Bỉ          | Hooverphonic        | "The Wrong Place"           | Tiếng Anh                     | 19     | 74      |
| 05     | Nga         | Manizha             | "Russian Woman"             | Tiếng Nga, Tiếng Anh          | 9      | 204     |
| 06     | Malta       | Destiny             | "Je me casse"               | Tiếng Anh                     | 7      | 255     |
| 07     | Bồ Đào Nha  | The Black Mamba     | "Love Is on My Side"        | Tiếng Anh                     | 12     | 153     |
| 08     | Serbia      | Hurricane           | "Loco Loco"                 | Tiếng Serbia                  | 15     | 102     |
| 09     | Anh Quốc    | James Newman        | "Embers"                    | Tiếng Anh                     | 26     | 0       |
| 10     | Hy Lạp      | Stefania            | "Last Dance"                | Tiếng Anh                     | 10     | 170     |
| 11     | Thụy Sĩ     | Gjon's Tears        | "Tout l'Univers"            | Tiếng Pháp                    | 3      | 432     |
| 12     | Iceland     | Daði og Gagnamagnið | "10 Years"                  | Tiếng Anh                     | 4      | 378     |
| 13     | Tây Ban Nha | Blas Cantó          | "Voy a quedarme"            | Tiếng Tây Ban Nha             | 24     | 6       |
| 14     | Moldova     | Natalia Gordienko   | "Sugar"                     | Tiếng Anh                     | 13     | 115     |
| 15     | Đức         | Jendrik             | "I Don't Feel Hate"         | Tiếng Anh, Tiếng Đức          | 25     | 3       |
| 16     | Phần Lan    | Blind Channel       | "Dark Side"                 | Tiếng Anh                     | 6      | 301     |
| 17     | Bulgaria    | Victoria            | "Growing Up Is Getting Old" | Tiếng Anh                     | 11     | 170     |
| 18     | Litva       | The Roop            | "Discoteque"                | Tiếng Anh                     | 8      | 220     |
| 19     | Ukraina     | Go_A                | "Shum" (Шум)                | Tiếng Ukraina                 | 5      | 364     |
| 20     | Pháp        | Barbara Pravi       | "Voilà"                     | Tiếng Pháp                    | 2      | 499     |
| 21     | Azerbaijan  | Efendi              | "Mata Hari"                 | Tiếng Anh, Tiếng Azerbaijan   | 20     | 65      |
| 22     | Na Uy       | Tix                 | "Fallen Angel"              | Tiếng Anh                     | 18     | 75      |
| 23     | Hà Lan      | Jeangu Macrooy      | "Birth of a New Age"        | Tiếng Anh, Tiếng Sranan Tongo | 23     | 11      |
| 24     | Ý           | Måneskin            | "Zitti e buoni"             | Tiếng Ý                       | 1      | 524     |
| 25     | Thụy Điển   | Tusse               | "Voices"                    | Tiếng Anh                     | 14     | 109     |
| 26     | San Marino  | Senhit ft. Flo Rida | "Adrenalina"                | Tiếng Anh                     | 22     | 50      |